# Серрито (футбольный клуб)
«Серри́то» (исп. Club Sportivo Cerrito) — уругвайский футбольный клуб из района Серрито-де-ла-Виктория в Монтевидео. С 2021 года выступает в Примере Уругвая.

## История
Клуб был основан 28 октября 1929 года. Среди основателей клуба был работник магазина Эстебан Марино, который достал для формы именно текущие цвета «Серрито» — жёлтый и зелёный.
Большую часть своей истории «Серрито» провёл в низших дивизионах. Будущие чемпионы мира, Рубен Моран и Эктор Вильчес, начинали заниматься футболом именно в «Серрито», а уже затем перешли в «Серро». Во Втором дивизионе «Серрито» дебютировал в 1952 году.
Дебют в Первом (высшем) дивизионе произошёл в 2004 году. Проведя в элитной лиге Уругвая четыре сезона, в сезоне 2006/07 команда вернулась во Второй дивизион. В последние годы команда в основном балансирует между двумя дивизионами, не в силах закрепиться в Примере. В 2015 году команда вылетела во Второй любительский дивизион, но сразу же выиграла его и с 2016 года вновь стала выступать во Втором профессиональном дивизионе. В 2020 году команда во второй раз выиграла Второй дивизион и завоевала право на возвращение в элиту.
Самым принципиальным соперником для «Серрито» является клуб «Рентистас».

## Титулы
- Чемпион Второго дивизиона Уругвая (2): 2003, 2020
- Чемпион Второго любительского дивизиона (третий по уровню дивизион) (3): 1982, 1998, 2015/16
- Чемпион дивизиона Интермедиа (третий по уровню дивизион) (2): 1951, 1970
- Чемпион Дивизиона Экстра (четвёртый по уровню дивизион) (1): 1948